# Zielkugel

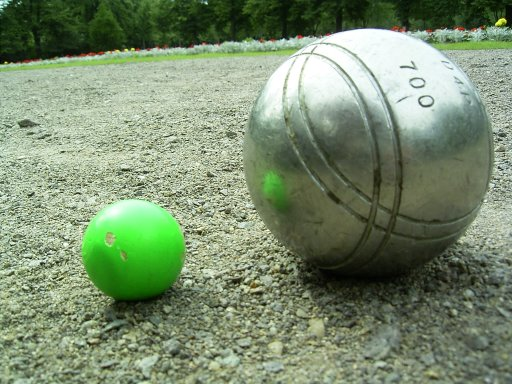
Zielkugel neben einer 700 g schweren Boule-Kugel im Pétanque

Zielkugel ist die offizielle, aber kaum benutzte Bezeichnung für das Cochonnet oder Schweinchen im Boule-Spiel.
In den französischen Boule-Sportarten wird „but“ (Ziel), „bouchon“ oder „cochonnet“ (Pétanque) bzw. „petite“ (Boule Lyonnaise) benutzt. In Deutschland wird in „Übersetzung“ von cochonnet „Schweinchen“, „Sau“ oder regionale Begriffe wie „Wutz“ oder „Säule“ benutzt. Cochonnet heißt wörtlich übersetzt Ferkel.
- Der Begriff cochonnet soll sich davon herleiten, dass die Zielkugel früher aus Schweineknochen gemacht wurden.[2]

- Im Boccia heißt die Zielkugel „Pallino“, im Bowls „Jack“ oder „Kitty“.

- Die Zielkugeln unterscheiden sich in der Beschaffenheit und Größe untereinander, siehe Wettkampfkugeln.[3]

- Beim Präzisionsschießen (fr. Tir de précision) werden die zu treffenden Kugeln ebenfalls als Zielkugel bezeichnet.